# هيون جين ريو
هيون جين ريو هو لاعب كرة قاعدة كوري جنوبي ولد في 25 مارس 1987.